# Teuven

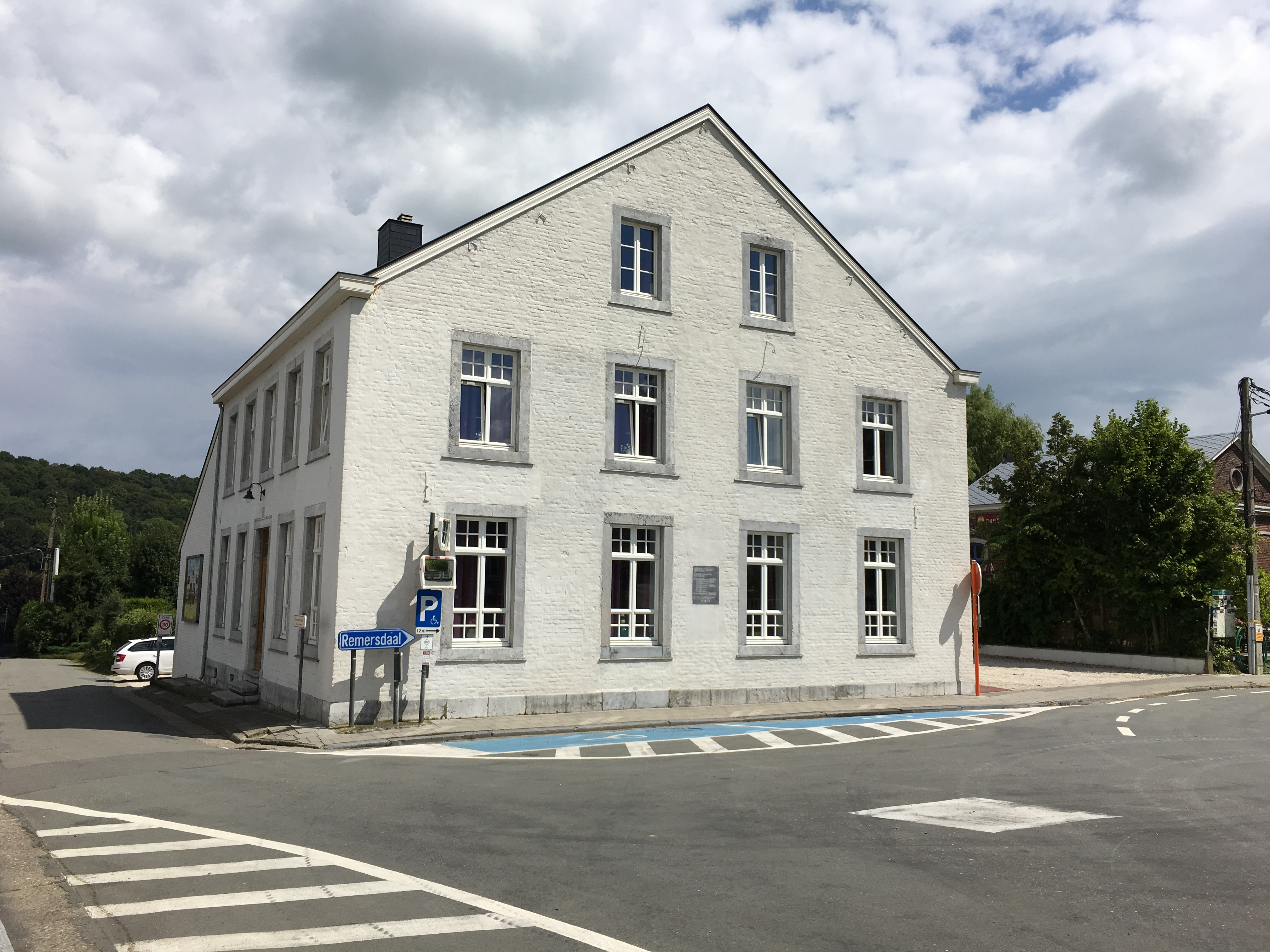
Altes Gemeindehaus Teuven

Teuven (Limburgisch: Teuve) ist eine Ortschaft in der belgischen Gemeinde Voeren in der Provinz Limburg.
Erstmals erwähnt wurde Teuven im 9. Jahrhundert als Tofinum. Der Ort gehörte bis 1645 zur Herrschaft Beusdael und wurde dann selbstständige Herrschaft unter Baron Gérard de Draeck. Der alte Pfarrbezirk von Teuven umfasste einst die Ortschaften Hombourg, Remersdaal und Sippenaeken. Im Tal der Gulp, unmittelbar an der Grenze zu den Niederlanden gelegen, ist der Ort Ausgangspunkt für vielfältige Wandermöglichkeiten und bietet den zahlreichen Touristen Gelegenheit zur Einkehr.
Am 31. Dezember 1976 wurde Teuven eingemeindet. Eine Wandtafel am alten Gemeindehaus von Teuven erinnert an die Zusammensetzung des letzten Gemeinderates vor der Eingemeindung. 

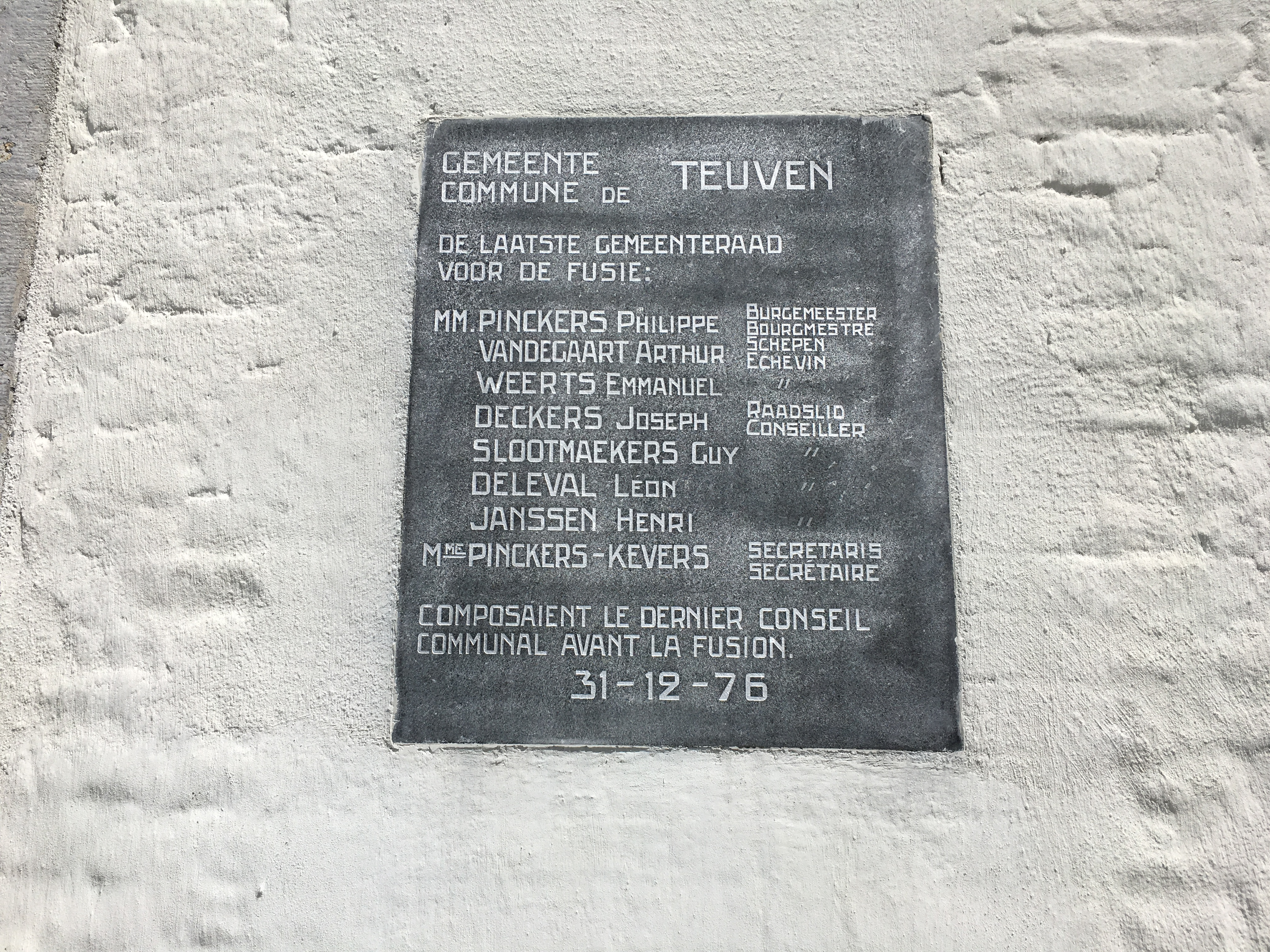
Namen der letzten Gemeinderatsmitglieder

## Sehenswert
Am Ortsrand befindet sich das Schloss Opsinnich aus dem 15. Jahrhundert, das 1867 umfangreich instand gesetzt wurde. Das ehemalige Kloster Sinnich (in Privatbesitz) wurde nach Plänen des Aachener Baumeisters Johann Joseph Couven erbaut. Im Norden befindet sich das alte Herrenhaus Hof Ter Draek, das heute als Restaurant dient.

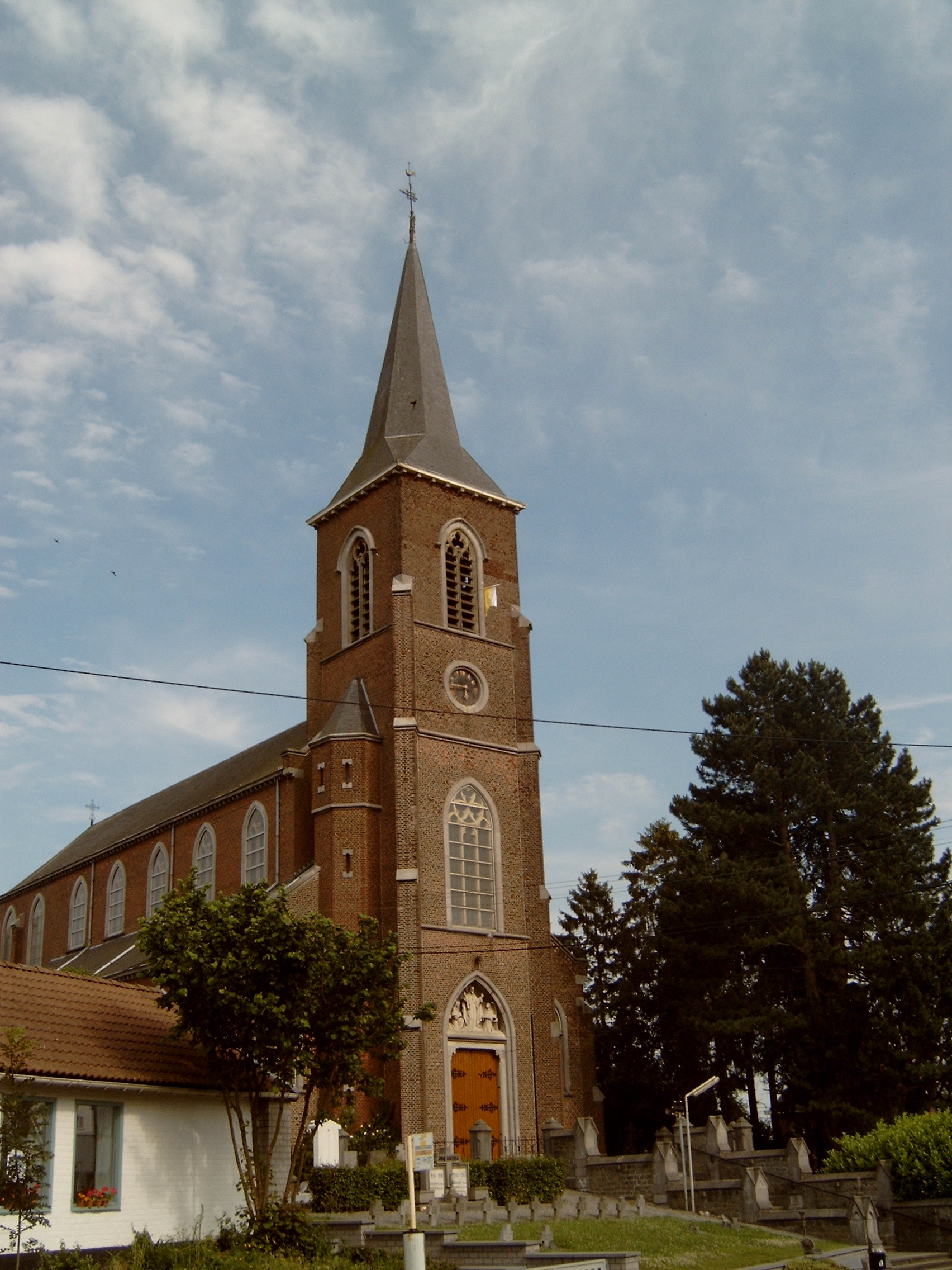
Kirche Saint-Pierre von 1870
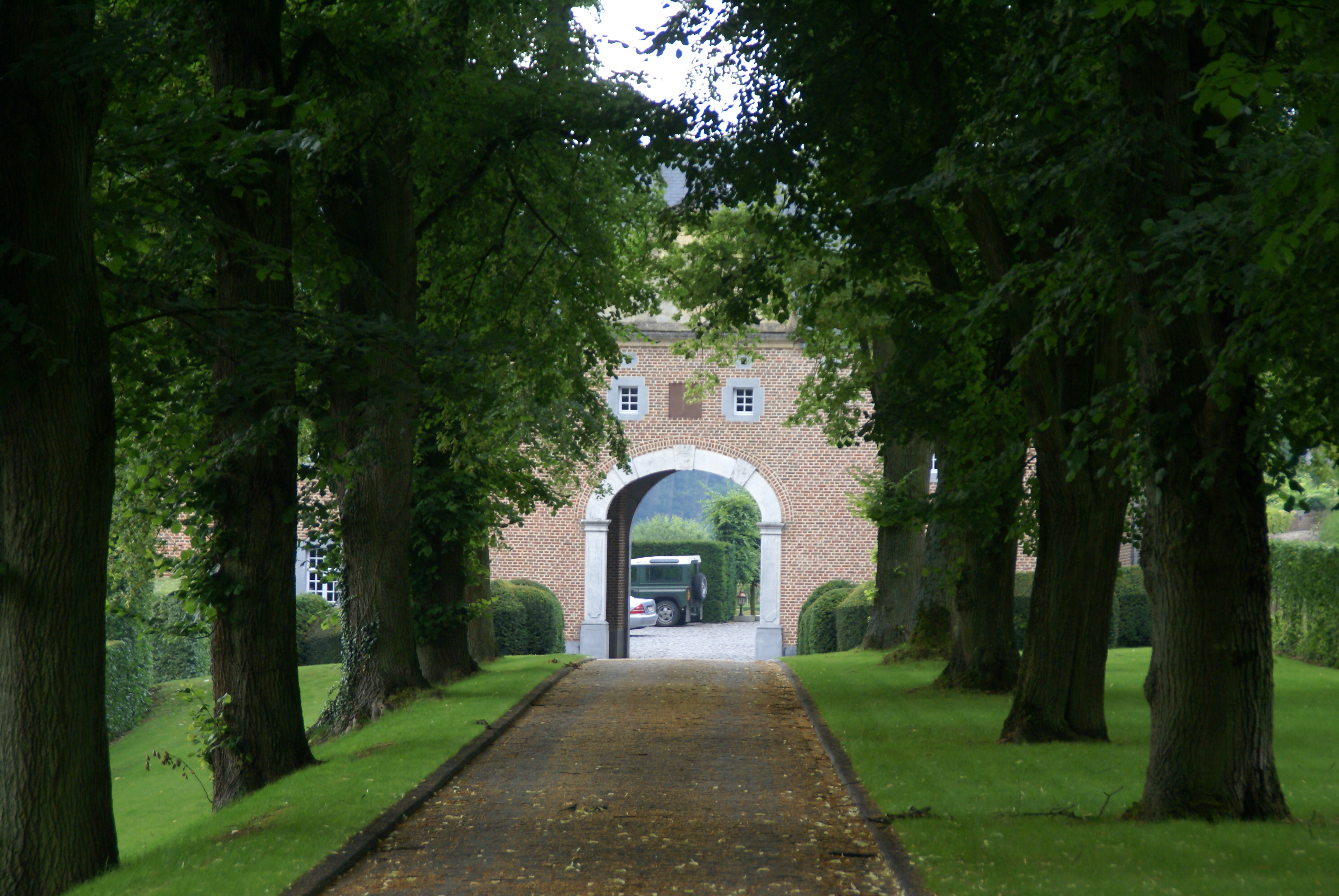
Torhaus von Kloster Sinnich
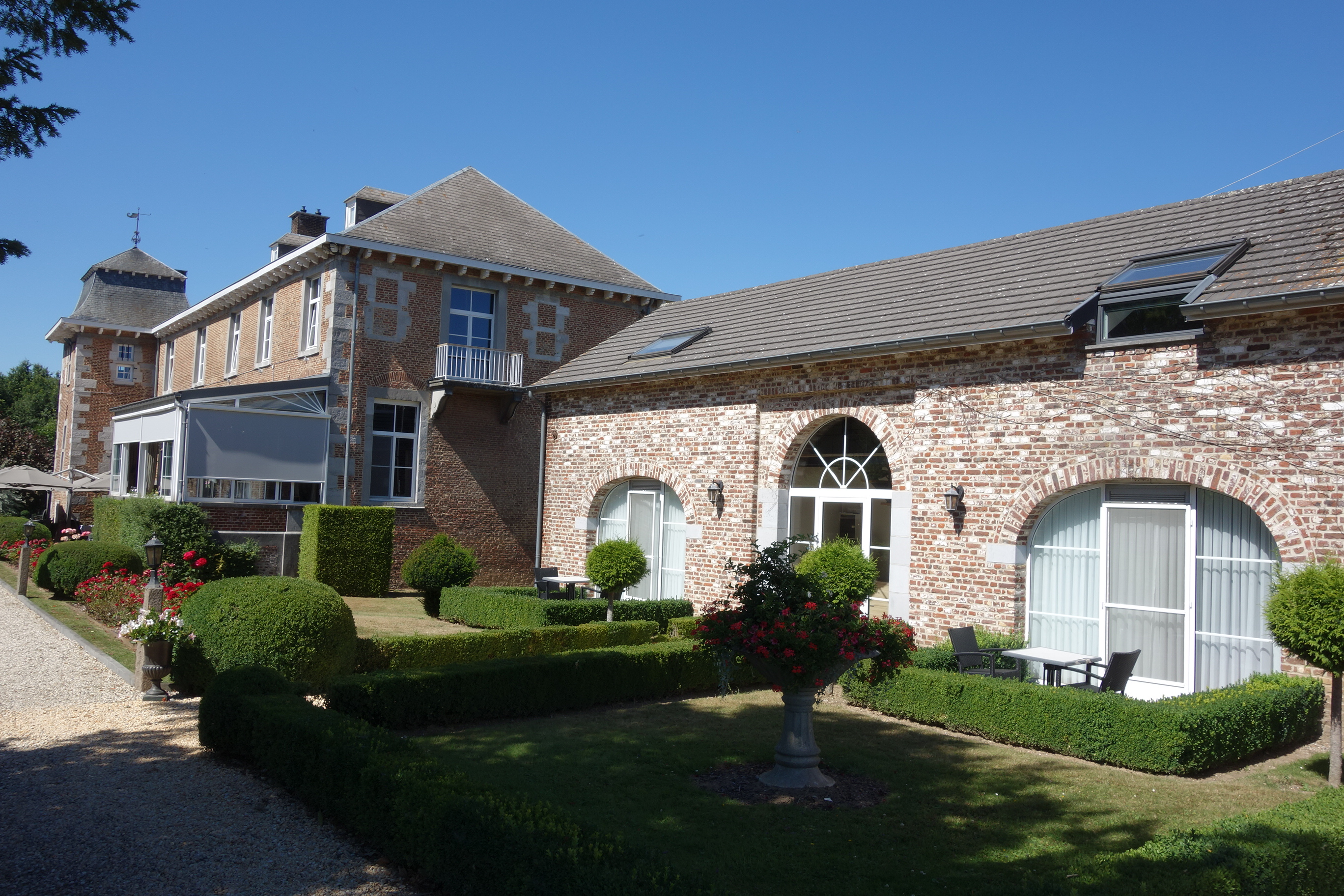
Hof de Draek
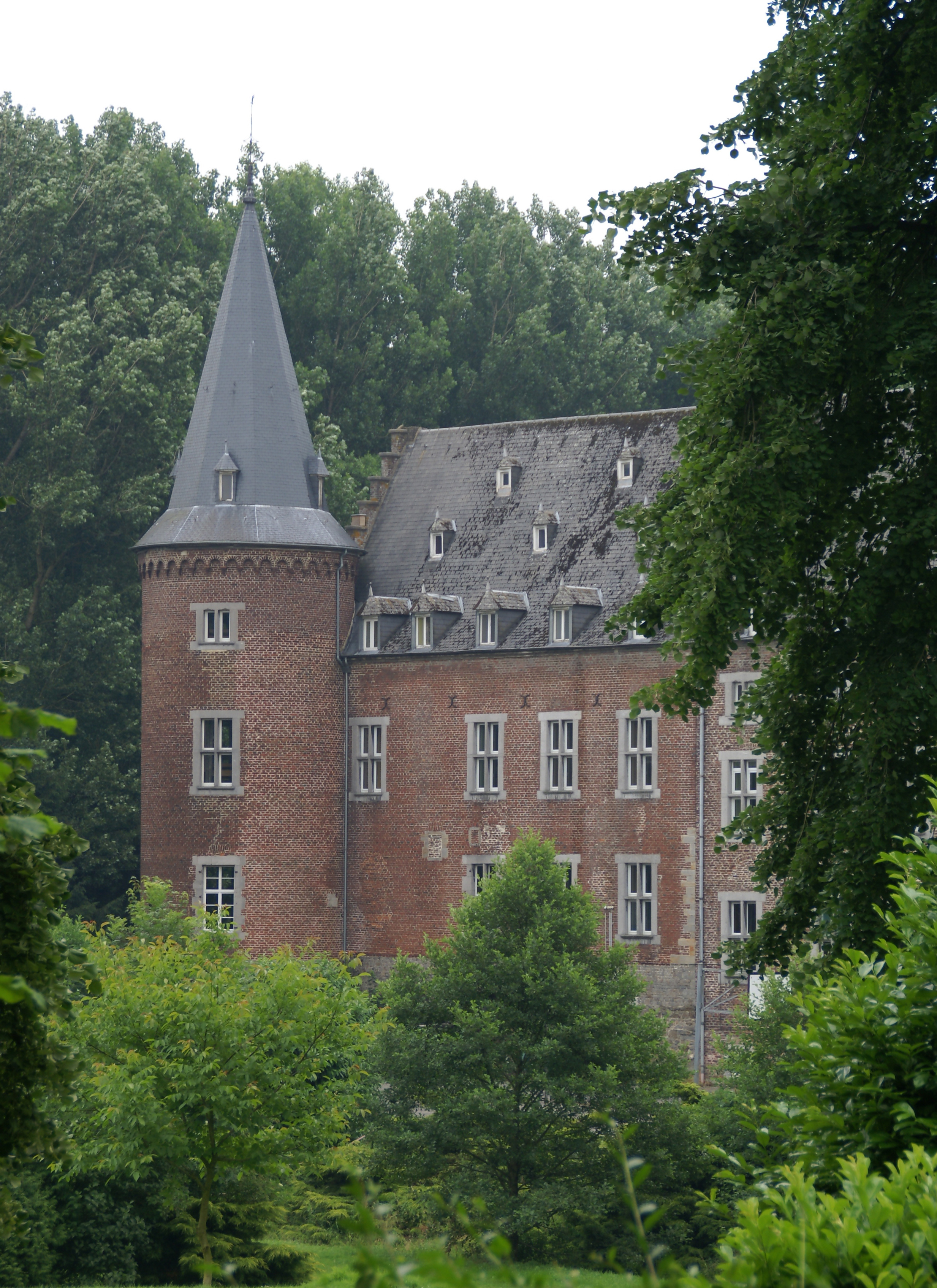
Teilansicht von Schloss Obsinnich

## Persönlichkeiten
Der international bekannte Architekt Charles Vandenhove wurde 1927 in Teuven geboren.